# Давыдов-Субоч, Леонид Александрович
Леонид Александрович Давыдов-Субоч (20 мая 1931 года, Балаклава (Крым) — 13 января 2003 года, Москва) — советский актёр театра и кино.

## Биография
Родился в семье польского немца. Его отец — Александр Константинович Субоч, был по профессии авиаинженером, работал в ЦАГИ. Мать — Мария Степановна Давыдова, инспектор по эксплуатации почтовых отделений Министерства связи.
В 1947 году вся семья переехала в Калининград, где Лёня стал обучаться в музыкальной школе по классу виолончели, параллельно занимаясь в вечерней школе рабочей молодёжи и работая радиомастером. Одновременно закончив обе школы, в 1953 году Давыдов-Субоч поступил в Ленинградский политехнический институт, однако в 1955 году стал студентом актёрского факультета Театрального училища имени Щепкина на курсе Константина Александровича Зубова и Григория Николаевича Дмитриева.
В 1956 году дебютировал в кино в одном из лучших фильмов 1950-х годов — «В добрый час!», снятого по одноимённой пьесе Виктора Розова. Актёр сыграл деревенского парня, приехавшего в Москву поступать в институт.
Фильм вышел на экраны в 1957 году. В это время Леонид учился на третьем курсе Театрального училища имени Щепкина. Молодому артисту стало поступать много предложений от режиссёров, но он решил, что прежде всего нужно окончить институт (1959 год). Сразу после окончания он был зачислен в Театр имени Ермоловой, но проработал здесь с перерывами небольшое время, около трёх лет.
В 1964 году получил приглашение участвовать в спектаклях «Пер Гюнт», «Эгмонт» и «Арлезианка» литературно-драматического ансамбля под руководством Нэды Арди при Москонцерте. Работая в этом коллективе, он познакомился с актрисой Александрой Поповой (Аллой Гардер), которая стала его женой несмотря на значительную разницу в возрасте. В 1968 году они удочерили девочку Евгению. 
Вся последующая творческая и личная жизнь актёра связана именно с Александрой Васильевной. Вместе они создали свой мини-кинодрамтеатр, с которым гастролировали по всей стране. Программа их выступлений из двух отделений включала постановки произведений Я. Ковина и Ю. Рихтера, отрывки из «Укрощения строптивой» Шекспира и «Первой конной» Вс. Вишневского, фрагменты из кинофильмов.
Умер 13 января 2003 года в Москве. Похоронен на Перепечинском кладбище.

## Фильмография

### Актёр
- 1956 — В добрый час! — Алексей, племянник Авериных
- 1961 — Евдокия — Дмитрий Колесов
- 1963 — Третья ракета — Алексей Задорожный

### Озвучивание
- 1960 — На пороге бури (латыш. Vētra) — Юрис, роль А. Крейедбергса